# Axí
L'axí és una partícula elemental hipotètica predita per algunes teories de física de partícules com a company supersimètric de l'axió, introduït per Peccei-Quin per a explicar l'absència de violació CP a la interacció forta. Com que l'axió és pseudoescalar, té dos supercompanys: l'axí fermiònic i el saxió, bosònic. Tots ells estan connectats dins un mateix supercamp quiral.
L'axí ha estat proposat com la partícula supersimètrica més lleugera al model supersimètric mínim, i per això, és considerat un candidat per a explicar la matèria fosca. El supermultiplet contenint un axió i un axí ha estat suggerit com a l'origen del trencament de supersimetria, quan el supermultiplet obté un valor d'expectatió del terme-F.